# Wisoczica
Wisoczica (także Srebyrna, Bryłska reka, Komsztica; bułg. Височица, serb. Височица) – rzeka w zachodniej Bułgarii i południowo-wschodniej Serbii, lewy dopływ Temšticy w dorzeczu Dunaju. Długość – 71 km (16,7 km w Bułgarii, 54,3 km w Serbii).
Wisoczica wypływa pod szczytem Kom w paśmie górskim Berkowska płanina w zachodniej części Starej Płaniny. Płynie na południe do kotliny Wisok, gdzie zmienia kierunek na zachodni. Koło wsi Komsztica tworzy wąwóz, po czym przecina granicę bułgarsko-serbską. Na terenie Serbii płynie na północny zachód doliną między pasmami górskimi Visok na północy i Vidlič na południu. Uchodzi do Temšticy koło wsi Novi Zavoj.
W 1963 wielkie osuwisko zatarasowało bieg Wisoczicy, której wody utworzyły jezioro, zatapiając wieś Zavoj. Naturalne jezioro zostało osuszone, przegrodę wzmocniono i zbudowano na niej elektrownię wodną. Powstały w ten sposób sztuczny zbiornik wodny Zavoj ma powierzchnię lustra wody 5,53 km² i głębokość do 60 m.